# Universidad de Módena y Reggio Emilia
La Universidad de Módena y Reggio Emilia es una universidad organizada de acuerdo a un modelo de sedes en red. 
Su pecualiridad, por lo tanto, es la de estar sostenida por un proyecto de desarrollo complementario entre dos polos académicos distintos. Módena (sede de la segunda universidad más antigua de Italia, nacida en 1175 y desarrollada en torno al histórico Studium mutinensis)  y Reggio Emilia de 1998.

## Reconocimiento
En el 2007 fue elegida como la mejor universidad pública a nivel nacional por el periódico "Il sole 24 ore", señalando el alto nivel en el servicio y prestaciones; mientras que en el 2008 perdió dos posiciones, por detrás de la Politécnica de Milán y la Universidad de Trieste.
La Universidad forma parte del consorcio interuniversitario Cineca.

## Organización
Las facultades en Módena se encuentran en tres puntos distintos de la ciudad
- en el centro: 
  - Economía Marco Biagi
  - Derecho
  - Filosofía y Letras
- en el hospital: 
  - Medicina y Cirugía
- en el complejo del campus científico: 
  - Biociencia y Biotecnología
  - Farmacia
  - Ingeniería
  - Ciencias matemáticas, físicas y naturales

En Reggio Emilia se reparten en dos emplazamientos:
- Via Amendola
  - Ciencias agrarias
  - Ingeniería
- Viale Allegri
  - Ciencias de la comunicación y economía
  - Educación